# (73378) 2002 LJ6
(73378) 2002 LJ6 – planetoida z pasa głównego asteroid okrążająca Słońce w ciągu 4,41 lat w średniej odległości 2,69 j.a. Odkryta 7 czerwca 2002 roku.